# Ephemerella alleni
Ephemerella alleni är en dagsländeart som beskrevs av Jensen och Edmunds 1966. Ephemerella alleni ingår i släktet Ephemerella och familjen mossdagsländor. Inga underarter finns listade i Catalogue of Life.